# Орхит
Орхи́т (от др.-греч. ὄρχις — «яичко») — воспаление яичка у мужчины. При распространении воспаления с яичка на придаток может развиться орхоэпидидимит.

## Этиология
Орхит, как правило, является осложнением таких заболеваний, как паротит, грипп, гонорея, хламидиоз, тиф, туберкулез. В 60 % случаев острый орхит вызван гонореей или хламидиозом, на 30 % случаев приходятся обычные уропатогены ― кишечная палочка, энтероккок, клебсиела, и.т.д.
Орхит также может быть осложнением хронического или острого простатита или эпидидимита. 
Многие авторы отмечают, что орхит является не всегда инфекционным заболеванием, например он встречается при болезни Бехчета или при саркоидозе.
Определённое значение имеют травма, физические нагрузки, снижение иммунитета, переохлаждение. 
Инфекция в яичко проникает гематогенным путём. 
У детей орхит может быть вызван паротитом, лечение симтоматическое — поэтому очень важно прививать детские коллективы.
У взрослых орхит может быть вызван гонореей или хламидиозом. Также орхит могут вызвать стандартные уропатогены: кишечная палочка, энтероккок, синегнойная палочка, эти возбудители могут вызвать орхит как у детей, так и у сексуально активных мужчин, а также у лиц пожилого возраста. 
Грипп орхит вызвает крайне редко, подобные случаи описаны только в руководстве И. А. Лопаткина, в зарубежных источниках таких данных нет. 
Также не встречаются в литературе данные, что орхит может вызываться тифом.

## Классификация
По МКБ:
- N 45 Орхит и эпидидимит:
  - N 45.0 Орхит, эпидидимит и эпидидимо-орхит с абсцессом;
  - N 45.9 Орхит, эпидидимит и эпидидимо-орхит без упоминания об абсцессе.

По длительности течения:
- Острый (2—4 недели);
- Хронический (более 4 недель).

## Острый орхит
Заболевание начинается внезапно с повышения температуры тела, различных по интенсивности и длительности болей в яичке. Боль может иррадировать в пах, промежность, в поясничную область. Яичко на стороне поражения резко увеличивается в размерах, через несколько дней после начала заболевания кожа мошонки становится гладкой, может быть гиперемирована. Боль может усиливаться при ходьбе (спускание по ступенькам), физической нагрузке, изменении положения тела. Помимо этого в клинике заболевания иногда могут присутствовать общие симптомы воспаления: диспептические расстройства, озноб, головная боль.

## Хронический орхит
Хронический орхит развивается при неадекватном лечении острого орхита или в качестве осложнений хронических воспалительных заболеваний мочеполовой системы, таких как хронический простатит, уретрит, везикулит, цистит. Симптомы заболевания очень скудные или вовсе отсутствуют. Чаще всего единственным симптомом заболевания являются периодические боли в яичке, иногда усиливающиеся при определённых обстоятельствах.

## Осложнения орхита
- Абсцедирование яичка;
- Формирование свищей;
- Формирование пиоцеле;
- Развитие секреторной формы мужского бесплодия;
- Эпидидимит;
- Атрофия яичка.

## Диагностика орхита
Консультация врача: уролог.
Лабораторные методы исследования:
- микроскопическое исследование отделяемого из уретры (мазок из уретры);
- общий анализ мочи;
- посев мочи и определение чувствительности к антибиотикам;
- посев эякулята и определение чувствительности к антибиотикам;
- общий анализ крови.

Инструментальное исследование:
- УЗИ мошонки.

## Лечение орхита
При остром орхите проводится антибактериальная терапия, при обнаружении гонококков назначают цефтриаксон (1 г однократно) или цефексим (400 мг в течение трёх дней). При обнаружении C.trahomatis назначают 1 г азитромицина однократно. При обнаружении трихоманад — 2 г тинидазола или метронидазола, естесственно дозы могут быть увеличены и тактика лечения и дозировка препарата определяются врачом.
При обнаружении стандартных уропатогенов Е.coli, Кlebsiella могут быть назначены фторхинолоны, такие как моксифлоксацин. Также может быть использован фосфомицин. Фосфомицин не рекомендован FDA для лечения острого орхита, тем не менее, есть данные о его эффективности. Большинство современных пероральных антибиотиков при орхите будут неэффективны из-за устойчивости бактерий, однако можно также использовать нитрофураны. К нитрофуратоину резистентность встречается редко, но он плохо проникает в ткани яичка и придатка. Наиболее эффективными будут антибиотики, которые водятся внутривенно, например цефепим или меропенем.
Врач должен помнить, что, скорее всего, будут обнаружены несколько возбудителей. Помимо стандартных НПВС, также назначают преднизолон и его аналоги.
Российские авторы, такие как Лопаткин, рекомендуют прикладывать к яичку разведённый раствор димексидина на марлевой повязке.
Также ограничивают физическую нагрузку, рекомендуют ношение суспензория (плавки или другое обтягивающее нижнее бельё). Симптоматическая терапия направлена на купирование болевого синдрома (кеторол, баралгин), гипертермии (анальгин). При абсцедировании яичко дренируют.
Лечение хронического орхита сводится к лечению основного заболевания, которое привело к развитию орхита. При длительном, рецидивирующем течении производят орхиэктомию.

## Профилактика орхита
- предупреждение заболевания паротитом (вакцинация);
- использование презервативов значительно снижает вероятность таких заболеваний, как гонорея и хламидиоз;
- лечение основного заболевания, которое привело к орхиту: везикулит, простатит, эпидимитит, пиелонефрит, цистит;
- ежегодный скрининг сексуально активных мужчин на ЗППП.